# Angelo Di Loreta
Angelo Di Loreta (Roma, 28 dicembre 1936 – Roma, 23 aprile 2021) è stato un attore italiano caratterista.

## Biografia
Attivo negli anni del dopoguerra come cantante in dialetto romanesco, in seguito ad una lunghissima gavetta in teatro, approdò alla televisione ed al cinema all'inizio degli anni '90, esordendo sul grande schermo in Giovani e belli (1996), di Dino Risi. Fu presente negli anni successivi in pellicole di calibro internazionale, come La passione di Cristo (2004), di Mel Gibson.

## Filmografia

### Cinema
- Giovani e belli, regia di Dino Risi (1996)
- La leggenda del pianista sull'oceano, regia di Giuseppe Tornatore (1998)
- Frida professione manager, regia di Renato Polselli (2000)
- Faccia di Picasso, regia di Massimo Ceccherini (2000)
- Il piacere di piacere, regia di Luca Verdone (2002)
- Il cuore altrove, regia di Pupi Avati (2003)
- La passione di Cristo, regia di Mel Gibson (2004)
- La cena per farli conoscere, regia di Pupi Avati (2006)
- La brutta copia, regia di Massimo Ceccherini (2013)

### Televisione
- S.P.Q.R. - serie TV (1998)
- Lezioni di guai - serie TV (1999-2000)
- Distretto di Polizia - serie TV (2000)
- Tequila & Bonetti - serie TV (2000)
- Carabinieri - serie TV (2002)
- Un posto tranquillo - serie TV (2003)
- Diritto di difesa - serie TV (2004)